# Liste der Monuments historiques in Sainte-Brigitte
Die Liste der Monuments historiques in Sainte-Brigitte führt die Monuments historiques in der französischen Gemeinde Sainte-Brigitte auf.

## Liste der Bauwerke
| Bezeichnung                     | Beschreibung | Standort                     | Kennzeichnung | Schutzstatus    | Datum     | Bild |
| ------------------------------- | ------------ | ---------------------------- | ------------- | --------------- | --------- | ---- |
| Forges des Salles (Eisenhammer) |              | Les Forges des Salles (Lage) | PA00091668    | inscrit inscrit | 1981 1993 |      |

## Liste der Objekte
- Monuments historiques (Objekte) in Sainte-Brigitte in der Base Palissy des französischen Kultusministeriums